# Piotr Niemiec (matematyk)
Piotr Niemiec (ur. 1976) – polski matematyk, doktor habilitowany nauk matematycznych. Specjalizuje się w topologii. Profesor Instytutu Matematyki Wydziału Matematyki i Informatyki Uniwersytetu Jagiellońskiego. 

## Życiorys zawodowy
W 2000 roku ukończył studia matematyczne na Uniwersytecie Jagiellońskim w Krakowie. W 2004 roku obronił na macierzystej uczelni pracę doktorską pt. Miary niezmiennicze dla zwartych półgrup przekształceń, przygotowaną pod kierunkiem prof. Franciszka Szafrańca. 15 grudnia 2013 roku otrzymał stopień doktora habilitowanego nauk matematycznych ze specjalnością w teorii operatorów na podstawie pracy Unitarna równoważność oraz rozkłady skończonych układów operatorów nieograniczonych. Pracuje w Katedrze Analizy Funkcjonalnej Wydziału Matematyki i Informatyki UJ. W ramach macierzystego wydziału pełni także funkcję prodziekana do spraw studenckich. Jest autorem 42 matematycznych prac naukowych. W swoich pracach zajmuje się C*-algebrami, topologią (w szczególności zbiorami pochłaniającymi oraz grupami topologicznymi) i teorią operatorów.

## Nagrody
- 2014 — Laur „Polityki” w kategorii nauki ścisłe
- 2022  — laureat plebiscytu "Laudacje Studenckie 2022" UJ w kategorii Mentor Studenta[6]